# Föreningen Dala-Hälsinglands Järnväg
Föreningen Dala-Hälsinglands Järnväg är en ideell järnvägsförening grundad 1988, med syfte att bevara och utveckla järnvägslinjen Bollnäs–Orsa som byggdes huvudsakligen 1897–1899 av Dala–Hälsinglands Järnvägsaktiebolag.

## Historik
År 1986 tillsattes en arbetsgrupp med syftet att verka för linjens återöppnande för trafik. Efter två år bildades Föreningen Dala-Hälsinglands Järnväg ut denna arbetsgrupp.
Föreningens syfte var och är dels att bevara linjen så att reguljär trafik kan återupptas, dels att linjen skall kunna användas för musei- och turisttrafik. En del av verksamheten bestod i att hyra ut cykeldressiner på linjedelen Edsbyn–Furudal. Senare körde man turisttrafik med rälsbussar littera Y7 och efter ytterligare en tid åven ångloksdragna tåg. Rälsbussarna kom sedermera att överföras till tidigare Engelsberg–Norbergs Järnväg där en annan museiförening, Engelsbergs Norberg Järnvägshistoriska förening, kör trafik.
Till den historiska delen hör att bevara och visa upp en rad järnvägsmiljöer efter banan och ett främjande av kultur- och järnvägshistorisk forskning. En bok om sidobanan Göringen-Dalfors gavs ut 2000 i föreningens regi och även en videofilm med historiskt material har producerats. Föreningen äger stationerna i Alfta och Göringen, lokstallet i Voxna och banvaktsstugan i Tungsen. Efter stängningen av delsträckan Edsbyn–Furudal går det inte längre att köra genomgående tåg och sedan 2007 är också Bollnäs–Edsbyn utan banunderhåll. För bansträckan Furudal–Orsa ansvarar Inlandsbanan AB, vilka begärt att få ta över banan från Trafikverket..
Föreningen Dala-Hälsinglands Järnväg har engagerat sig för ett återöppnande av genomgående trafik Bollnäs-Orsa för att godståg från Härjedalen och norra Dalarna ska kunna ta denna väg ner mot kusten, vilket också skulle ge möjlighet till museal trafik längs sträckningen.